# San Martín del Agostedo
San Martín del Agostedo es una localidad del municipio leonés de Santa Colomba de Somoza, en la Comunidad Autónoma de Castilla y León. 
La iglesia está dedicada a La Expectación.

## Localidades limítrofes
Confina con las siguientes localidades:
- Al noreste con Santa Catalina de Somoza.
- Al sureste con Val de San Román.
- Al oeste con Murias de Pedredo.
- Al noreste con Pedredo y El Ganso.

## Demografía
Evolución de la población
| Gráfica de evolución demográfica de San Martín del Agostedo entre 2000 y 2017 |
|                                                                               |
| Población de derecho (2000-2017) según el padrón municipal del INE            |

## Historia
Así se describe a San Martín del Agostedo (o de la Somoza) en el tomo XI del Diccionario geográfico-estadístico-histórico de España y sus posesiones de Ultramar, obra impulsada por Pascual Madoz a mediados del siglo XIX:

Lugar en la provincia de León, partido judicial y diócesis de Astorga, audiencia territorial y capitanía general de Valladolid, ayuntamiento de Turienzo de los Caballeros. Situado en un valle; su clima no es muy frío; sus enfermedades comunes catarros y pulmonías. Tiene unas 22 casas; escuela de primeras letras por temporada; iglesia parroquial (la Expectación de Nuestra Señora), servida por un cura de ingreso y libre provisión, y buenas aguas potables. Confina N Santa Catalina; E Val de San Lorenzo; S Villalibre y Lagunas, y O Murias y Pedredo. El terreno es de mala calidad. Producciones: centeno, patatas, algún lino y pastos; cría ganado vacuno, lanar y cabrío; caza de varios animales, y pesca de truchas. Población: 24 vecinos, 90 almas. Contribución: con el ayuntamiento.
Diccionario geográfico-estadístico-histórico de España y sus posesiones de Ultramar